# Energia rotazionale
L'energia rotazionale è una forma di energia cinetica associata al moto di rotazione di un corpo rigido. Nel caso di un corpo rigido a simmetria assiale e che ruoti attorno all'asse di simmetria, l'energia rotazionale risulta proporzionale al prodotto del momento di inerzia I del corpo per il quadrato della sua velocità angolare ω: 
{\displaystyle E={\frac {1}{2}}I\omega ^{2}}
L'espressione ricorda quella dell'energia cinetica traslazionale,
{\displaystyle E={\frac {1}{2}}mv^{2}}
ma in luogo della massa m vi compare il momento di inerzia (la proprietà dei corpi che si oppone al moto rotazionale, così come la massa si oppone a quello traslazionale), e in luogo della velocità lineare v compare la velocità angolare.
Tutto ciò è facilmente riscontrabile, per un corpo puntiforme che rivoluziona su una circonferenza di raggio r, sostituendo
{\displaystyle I=mr^{2}}
{\displaystyle \omega ={\frac {v}{r}}} .